# Caragana leucophloea
Caragana leucophloea är en ärtväxtart som beskrevs av Antonina Ivanovna Pojarkova. Caragana leucophloea ingår i släktet karaganer, och familjen ärtväxter. Inga underarter finns listade i Catalogue of Life.